# ATP German Open 1997 - Qualificazioni doppio
Le qualificazioni del doppio  dell'ATP German Open 1997 sono state un torneo di tennis preliminare per accedere alla fase finale della manifestazione. I vincitori dell'ultimo turno sono entrati di diritto nel tabellone principale. In caso di ritiro di uno o più giocatori aventi diritto a questi sono subentrati i lucky loser, ossia i giocatori che hanno perso nell'ultimo turno ma che avevano una classifica più alta rispetto agli altri partecipanti che avevano comunque perso nel turno finale.
Le qualificazioni del doppio del torneo ATP German Open 1997 prevedevano 8 coppie partecipanti di cui 2 sono entrate nel tabellone principale.

## Teste di serie
1. Karim Alami /  Marius Barnard (ultimo turno)
2. Alberto Berasategui /  Alberto Martín (Qualificati)

1. Dinu Pescariu /  Vincenzo Santopadre (primo turno)
2. Ola Kristiansson /  Tomas Nydahl (Qualificati)

## Qualificati
1. Ola Kristiansson  /   Tomas Nydahl

1. Alberto Berasategui  /   Alberto Martín

## Tabellone

### Legenda
| - Q = Qualificato - WC = Wild card - LL = Lucky loser | - ALT = Alternate - SE = Special Exempt - PR = Protected Ranking | - w/o = Walkover - r = Ritirato - d = Squalificato |

### Sezione 1
|  | Primo turno | Primo turno                   | Primo turno | Primo turno | Primo turno |  |  | Ultimo turno | Ultimo turno                  | Ultimo turno | Ultimo turno | Ultimo turno |  |
|  |             |                               |             |             |             |  |  |              |                               |              |              |              |  |
|  | 1           | Karim Alami Marius Barnard    | 7           | 5           | 7           |  |  |              |                               |              |              |              |  |
|  |             | Dominik Hrbatý Karol Kučera   | 6           | 7           | 6           |  |  | 1            | Karim Alami Marius Barnard    | 4            | 6            | 0            |  |
|  | 4           | Ola Kristiansson Tomas Nydahl | 6           | 3           | 6           |  |  | 4            | Ola Kristiansson Tomas Nydahl | 6            | 4            | 6            |  |
|  |             | Lars Kirschner Takao Suzuki   | 0           | 6           | 0           |  |  |              |                               |              |              |              |  |

### Sezione 2
|  | Primo turno | Primo turno                        | Primo turno                        | Primo turno | Primo turno |  |  | Ultimo turno | Ultimo turno                       | Ultimo turno                       | Ultimo turno | Ultimo turno |  |
|  |             |                                    |                                    |             |             |  |  |              |                                    |                                    |              |              |  |
|  | 2           | Alberto Berasategui Alberto Martín | Alberto Berasategui Alberto Martín | 6           | 7           |  |  |              |                                    |                                    |              |              |  |
|  |             | Dirk Dier Arne Thoms               | Dirk Dier Arne Thoms               | 4           | 6           |  |  | 2            | Alberto Berasategui Alberto Martín | Alberto Berasategui Alberto Martín | 6            | 6            |  |
|  |             | Lars Rehmann Rainer Schüttler      | Lars Rehmann Rainer Schüttler      | 7           | 6           |  |  |              | Lars Rehmann Rainer Schüttler      | Lars Rehmann Rainer Schüttler      | 4            | 2            |  |
|  | 3           | Dinu Pescariu Vincenzo Santopadre  | Dinu Pescariu Vincenzo Santopadre  | 5           | 4           |  |  |              |                                    |                                    |              |              |  |